# Go' morgen Danmark
Go' morgen Danmark (svenska: Godmorgon Danmark) är ett danskt TV-morgonprogram. Programmet startade 2 december 1996 och är Danmarks äldsta ännu aktiva dagliga morgonprogram på TV.

## Programmet
Go' morgen Danmark sänder på förmiddagar på kanalen TV 2. Programmet visar blandad underhållning och gäster samt nyheter varje halvtimme. Sedan 18 augusti 2012 sänds programmet även på helger.

## Historia
Sändningar inleddes 2 december 1996, med Cecilie Frøkjær och Michael Meyerheim som första programledare. Under perioden 1996-1997 sändes programmet från en studio i Kongens Lyngby och där efter från en studio på Amager. Från 2002 till 2017 sändes programmet från en studio på Hovedbanegården och där efter från en studio i nöjesparken Tivoli i centrala Köpenhamn.
Redan i november 1996 startade kanalen TV3 Danmark morgonprogrammet Go' Morgen, detta program lades dock ned kort därefter. Åren 1984-1991 sändes även morgonprogrammet Morgonflimmer av stationen Kanal 2 lokalt över Köpenhamn.
Åren 1996-2008 producerades programmet av bolaget Skandinavisk Film Kompagni, därefter övertog bolaget Nordisk Film produktionen.
I oktober 2009 gästades programmet av bl.a. seriefiguren Elmo i samband med TV-serien Sesams premiär i Danmark.